# Beslissingsboom

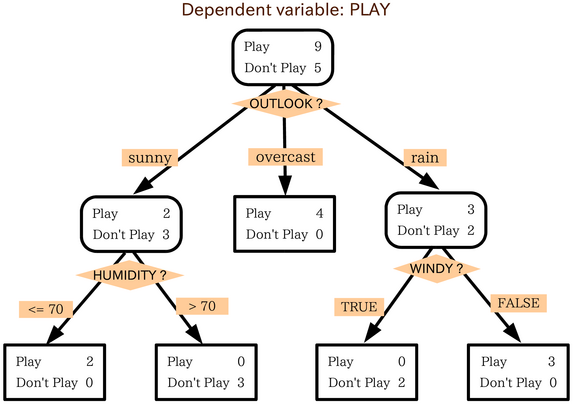
Beslissingsboom voor het wel of niet spelen, en het aantal keren uit 14 dat elk geval optrad.

Een beslissingsboom, beslisboom of alternatievenschema is een boomstructuur voor de weergave van de alternatieven en keuzen in een besluitvormingsproces, en is een techniek uit de besliskunde. Het is een bijzonder geval van een stroomdiagram, namelijk een zonder cykels, en met als enige actie steeds het kiezen van een tak.
Het is een gerichte graaf met een startpunt, met bij elke knoop een vertakking. In of bij de knoop staat een vraag, en bij de takken staan mogelijke antwoorden. Soms staat, aanvullend, in de knoop een omschrijving van het resultaat tot aan dit punt (de categorie gevallen of uitkomsten, die bij elke stap verkleind wordt tot een subcategorie, uiteindelijk leidend tot één bepaalde uitkomst). In dat geval zijn de vraag en mogelijke antwoorden direct ervóór soms niet nodig, omdat het genoemde geval die al impliceert.
De term beslissingsboom is afgeleid van het Angelsaksische decision tree of tree structure. De beslissingsboom wordt in de regel als schema weergegeven. Verwant hieraan is de beslissingstabel, waarin de besluitvormingsproblematiek in tabelvorm wordt weergegeven. Ook verwant is het probleemschema, waarin niet de alternatieven of keuzes maar de stappen tot het oplossen van een probleem zijn uitgewerkt.
Binnen de kunstmatige intelligentie zijn verschillende algoritmes ontwikkeld die beslissingsbomen afleiden uit een verzameling voorbeelden. De bekendste hiervan zijn de ID3- en C4.5-algoritmes. Zie verder machinaal leren.